# Máximo Gamarra Valencia
Máximo Gamarra Valencia fue un abogado, político peruano. 
Fue elegido diputado por la provincia de Acomayo en 1946 con 1121 votos por el partido Frente Democrático Nacional que postuló también a José Luis Bustamante y Rivero a la presidencia de la república. Fue miembro del Partido Aprista Peruano hasta su renuncia en 1949.